# آتاميك
آتاميك (بالإنجليزية: Atammik)‏ هي مستوطنة تقع في جرينلاند في جرينلاند. يقدر عدد سكانها بـ 197 نسمة .